# Mirosław Chojecki
Mirosław Jerzy Chojecki (ur. 1 września 1949 w Warszawie) – polski wydawca i producent filmowy, działacz opozycji w PRL. Kawaler Orderu Orła Białego.

## Życiorys
Syn Marii Stypułkowskiej-Chojeckiej, uczestniczki zamachu na Franza Kutscherę i powstania warszawskiego.
W trakcie wydarzeń marcowych w 1968 uczestniczył w strajku studentów na Politechnice Warszawskiej, za co został usunięty z uczelni. Od 1967 do 1972 należał do Zrzeszenia Studentów Polskich. W 1974 ukończył studia na Wydziale Chemii Uniwersytetu Warszawskiego. Pracował w Instytucie Badań Jądrowych.
Należał do organizatorów pomocy dla represjonowanych robotników biorących udział w wydarzeniach czerwcowych w 1976. W tym samym roku znalazł się wśród organizatorów Komitetu Obrony Robotników. Zajął się niezależną działalnością wydawniczą, odpowiadał za powielanie Komunikatu „KOR” i Biuletynu Informacyjnego „KOR”. We wrześniu 1977 stworzył Niezależną Oficynę Wydawniczą „NOWa”, największe działające poza cenzurą wydawnictwo.
W marcu 1980 został tymczasowo aresztowany, prowadził głodówkę protestacyjną. W maju tego samego roku m.in. w jego obronie protest podjęła grupa opozycjonistów w kościele św. Krzysztofa w Podkowie Leśnej. Po procesie został skazany na karę 1,5 roku pozbawienia wolności więzienia z warunkowym zawieszeniem jej wykonania.
W trakcie wydarzeń sierpniowych w 1980 organizował druk publikacji drugiego obiegu. Został ponownie zatrzymany, zwolniono go po podpisaniu porozumień sierpniowych, przywrócono go też do pracy w IBJ. W tym samym roku został członkiem „Solidarności”.
W październiku 1981 wyjechał za granicę, gdzie zastało go wprowadzenie stanu wojennego. Pozostał na emigracji w Paryżu, wydawał m.in. miesięcznik „Kontakt”, produkował filmy poświęcone najnowszej historii Polski i organizował pomoc sprzętową dla podziemia w Polsce. Współpracował m.in. z Jerzym Giedroyciem.
Do kraju wrócił w 1990. Współtworzył pierwszą komercyjną stację telewizyjną NTW, założył też Grupę Filmową „Kontakt”. Był m.in. doradcą ministra kultury.
Zainicjował powstanie Stowarzyszenia Wolnego Słowa, został prezesem honorowym tej organizacji. W 2005 był członkiem honorowego komitetu Donalda Tuska w trakcie kampanii prezydenckiej. W listopadzie 2024 wszedł w skład komitetu obywatelskiego wspierającego kandydaturę Karola Nawrockiego na prezydenta RP w wyborach w 2025.

## Odznaczenia
- Order Orła Białego (nadany przez prezydenta Andrzeja Dudę, 2022)[6][7]
- Krzyż Komandorski Orderu Odrodzenia Polski (nadany przez Lecha Kaczyńskiego, 2006)[8]
- Złoty Medal „Zasłużony Kulturze Gloria Artis” (2022)[9]
- Srebrny Medal „Zasłużony Kulturze Gloria Artis” (2005)[9]
- Nagrodą Przyjaźni i Współpracy (1984)[10]